# Izgubljena čast (televizijska serija)
Izgubljena čast (tur. Fatmagül'ün Suçu Ne?) je turska serija. Glavne uloge pripale su glumcima Beren Saat i Engin Akyürek. Radnja je smještena u Istanbul i Alaçatı, Izmir. 

## Radnja

### Sezona 1
Prelijepoj Fatmagul Beren Saat život se okrene naopako kad je bogati i razuzdani mladići višestruko siluju. Odgojena u malom turističkom mjestu Cesme u zapadnoj Turskoj, Fatmagul ne nailazi na podršku okoline, a dodatan udarac zadaje joj njen ogorčeni zaručnik Mustafa Fırat Celik koji je zbog izgubljene časti ostavlja. Fatmagul je prisiljena udati se za Kerima, inače skromnog mladića koji se pod utjecajem alkohola pridružio Jašaranima i Vularu u Fatmagulinoj tragičnoj noći. Nesretna Fatmagul počinje se zbližavati s Kerimom te sama kreće u borbu protiv moćne obitelji Jašaran koja želi zataškati silovanje. Na kraju prve sezone jednog od silovatelja u naletu bijesa ubije Mustafa, Fatmagulin bivši zaručnik koji je se odrekao, a Kerim zbog sumnjivih okolnosti biva uhićen zbog njegovog ubojstva. Očajna Fatmagul u zadnjim scenama prve sezone gledajući za uhićenim Kerimom ostaje sama na cesti u zagrljaju pravog ubojice Mustafe…

### Sezona 2
Turska uspješnica koja je do zvijezda vinula protagonisticu Beren Saat, postala je čak i dio terapije za žrtve silovanja. Plaha i nevina Fatmagul na početku nove sezone ostaje bez svog supruga koji u zatvoru sjedi zbog zločina koji nije počinio. S druge strane Fatmagul proganja njezin bivši zaručnik Mustafa, koji sve više postaje gnjevan na Fatmaguline osjećaje prema Kerimu. Nove epizode donose mnogobrojne obrate, poput dolaska Kerimovog izgubljenog oca iz Australije, zatim prvog braka dobroćudne Babice te dolaska novog člana obitelji. I u drugoj sezoni Fatmagul nastavlja svoju borbu s moćnom obitelji Jašaran kojoj prijete crna vremena…

## Sezone
U Turskoj serija ima 80 epizoda; prva sezona 39, druga sezona 41. U Hrvatskoj serija se emitirala u sveukupno 145 epizoda.
| Sezona | Sezona | Epizoda | Izvorno prikazivanje (Turska) | Izvorno prikazivanje (Turska) |  | Hrvatsko prikazivanje | Hrvatsko prikazivanje | Hrvatsko prikazivanje |
| Sezona | Sezona | Epizoda | Premijera sezone              | Kraj sezone                   |  | Epizoda               | Premijera sezone      | Kraj sezone           |
| ------ | ------ | ------- | ----------------------------- | ----------------------------- |  | --------------------- | --------------------- | --------------------- |
|        | 1      | 39      | 16. rujna 2010.               | 16. lipnja 2011.              |  | 84                    | 2. siječnja 2012.     | 19. travnja 2012.     |
|        | 2      | 41      | 8. rujna 2011.                | 21. lipnja 2012.              |  | 61                    | 26. kolovoza 2012.    | 23. studenoga 2012.   |

## Glumačka postava

### Glavni likovi
| Glumac        | Lik                    | Sezona |
| ------------- | ---------------------- | ------ |
| Beren Saat    | Fatmagül Ketenci Ilgaz | 1, 2   |
| Engin Akyürek | Kerim Ilgaz            | 1, 2   |

### Sporedne uloge
| Glumac/ica          | Lik                           | Sezona |
| ------------------- | ----------------------------- | ------ |
| Sumru Yavrucuk      | Meryem Aksoy Pakalin "Babica" | 1, 2   |
| Civan Canova        | Kadir Pakalın                 | 1, 2   |
| Alper Kut           | Ömer Akari                    | 1, 2   |
| Serdar Gökhan       | Fahrettin Ilgaz               | 2      |
| Gözde Kocaoğlu      | Deniz Ilgaz                   | 2      |
| Esra Dermancıoğlu   | Mukaddes Ketenci              | 1, 2   |
| Bülent Seyran       | Rahmi Ketenci                 | 1, 2   |
| Ata Yılmaz Önal     | Murat Ketenci                 | 1, 2   |
| Musa Uzunlar        | Reşat Yaşaran                 | 1, 2   |
| Deniz Türkali       | Perihan Yaşaran               | 1, 2   |
| Engin Öztürk        | Selim Yaşaran                 | 1, 2   |
| Deniz Baytaş        | Hilmiye Yaşaran               | 1, 2   |
| Kaan Taşaner        | Erdoğan Yaşaran               | 1, 2   |
| Murat Daltaban      | Münir Telci                   | 1, 2   |
| Seda Güven          | Meltem Alagöz                 | 1, 2   |
| Veda Yurtsever İpek | Ender Alagöz                  | 1, 2   |
| Alper Saylik        | Samin                         | 1, 2   |
| Sevtap Özaltun      | Asu(de) (Hacer Ovacık)        | 1, 2   |
| Emre Yetim          | Emre Bilgen                   | 1, 2   |
| Nilay Kaya          | Gaye                          | 1, 2   |

### Seriju su napustili
| Glumac/ica     | Lik             | Sezona |
| -------------- | --------------- | ------ |
| Mehmet Uslu    | Rıfat Yaşaran   | 1      |
| Fırat Çelik    | Mustafa Nalçalı | 2      |
| Sacide Taşaner | Halide Nalçalı  | 2      |
| Toygun Ateş    | Emin Nalçalı    | 2      |
| Servet Pandur  | Leman Namlı     | 2      |
| Zühtü Erkan    | Şemsi Namlı     | 2      |
| Buğra Gülsoy   | Vural Namlı     | 1      |
| Aziz Sarvan    | Turaner Alagöz  | 2      |

### Gostujuće uloge
| Glumac/ica   | Lik            | Sezona |
| ------------ | -------------- | ------ |
| Clare Frost  | Kristen Norton | 1, 2   |
| Timuçin Esen | Mirzat         | 2      |